# Liste der Biografien/Daw
Liste der Biografien |
Portal Biografien |
Personensuche
# |
A |
B |
C |
D |
E |
F |
G |
H |
I |
J |
K |
L |
M |
N |
O |
P |
Q |
R |
S |
T |
U |
V |
W |
X |
Y |
Z |
?
 
Da |
Db |
Dc |
Dd |
De |
Dg |
Dh |
Di |
Dj |
Dk |
Dl |
Dm |
Dn |
Do |
Dq |
Dr |
Ds |
Du |
Dv |
Dw |
Dy |
Dz
 
Daa |
Dab |
Dac |
Dad |
Dae |
Daf |
Dag |
Dah |
Dai |
Daj |
Dak |
Dal |
Dam |
Dan |
Dao |
Dap |
Daq |
Dar |
Das |
Dat |
Dau |
Dav |
Daw |
Dax |
Day |
Daz
Die Liste der Biografien führt alle Personen auf, die in der deutschsprachigen Wikipedia einen Artikel haben. Dieses ist eine Teilliste mit 270 Einträgen von Personen, deren Namen mit den Buchstaben „Daw“ beginnt.

## Daw
- Daw Ei Ei Khin Aye, myanmarische Botschafterin
- Daw Tang, Francis (* 1946), myanmarischer Geistlicher und römisch-katholischer Bischof von Myitkyina
- Daw, Leah (* 1991), australische Tennisspielerin
- Daw, Salim (* 1950), israelisch-palästinensischer Schauspieler und Dramatiker

### Dawa

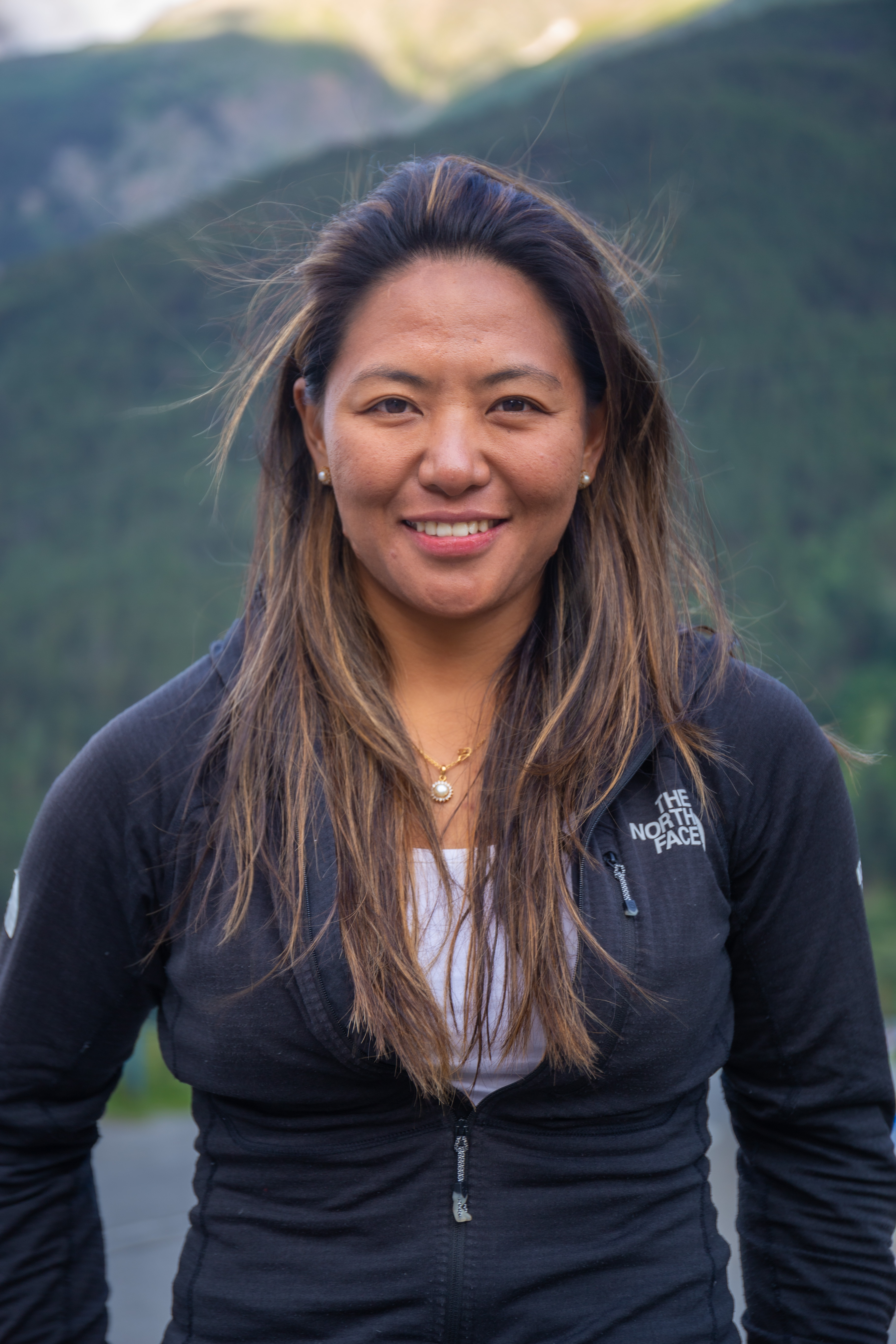
Dawa Yangzum Sherpa (* 1990)

- Dawa Lama, Pasang (1912–1982), nepalesischer Bergsteiger, Erstbesteiger des Cho Oyu
- Dawa Norbu (1949–2006), tibetischer Politologe
- Dawa Yangzum Sherpa (* 1990), nepalesische Höhenbergsteigerin, Bergführerin, SherpaniDawa Yangzum Sherpa (* 1990)
- Dawa, Chhang (* 1982), nepalesischer Bergsteiger
- Dawa, Joyskim (* 1996), kamerunischer Fußballspieler
- Dawaadalai, Rawdangiin (* 1954), mongolischer Judoka
- Dawaadschaw, Dschamtsyn (1953–2000), mongolischer Ringer
- Dawaanjam, Zagdbadsaryn (* 1944), mongolischer Kunstturner
- Dawalibi, Maarouf al- (1909–2004), syrischer Politiker
- Dawani, Nadin (* 1988), jordanische Taekwondoin
- Dawankow, Wladislaw Andrejewitsch (* 1984), russischer Politiker und Unternehmer
- Dawans, Sigismund von (1744–1822), kurpfälzischer und badischer Beamter, badischer Staatsrat und Finanzminister

### Dawb
- Dawbarn, Simon (1923–2019), britischer Diplomat
- Dawber, Pam (* 1951), US-amerikanische SchauspielerinPam Dawber (* 1951)

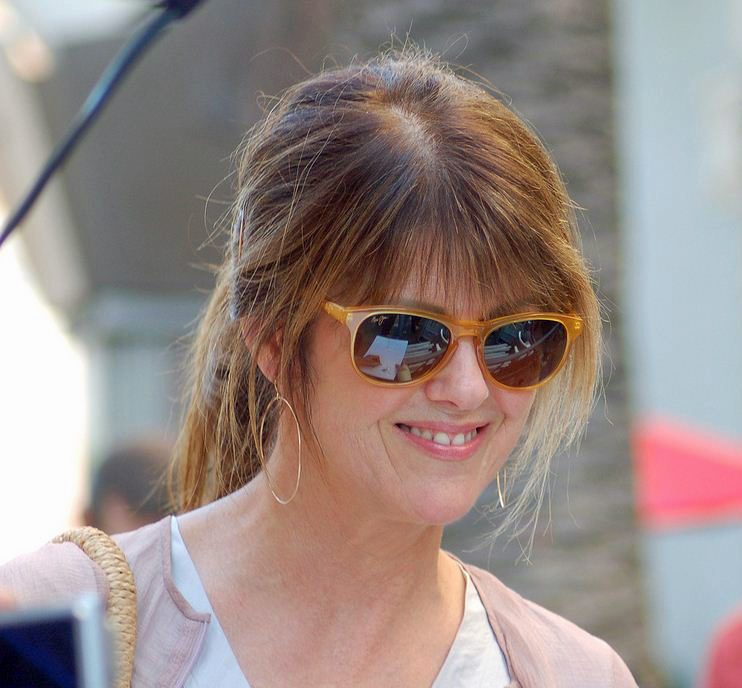
Pam Dawber (* 1951)

- Dawber, Thomas R. (1913–2005), US-amerikanischer Kardiologe und Epidemiologe

### Dawe
- Dawe, Billie (1924–2013), kanadischer Eishockeyspieler
- Dawe, George (1781–1829), englischer Maler
- Dawe, Jason (* 1967), britischer Automobiljournalist und Fernsehmoderator
- Dawe, Jason (* 1973), kanadischer Eishockeyspieler und -trainer
- Dawe, Nathan (* 1994), englischer DJ und Musikproduzent
- Dawe, Tony (* 1940), britischer Tonmeister
- Daweke, Hans-Heinz (1926–1996), deutscher Solokontrabassist
- Daweke, Klaus (1943–2020), deutscher Politiker (CDU)
- Däweritz, Ernst (1839–1914), deutscher konservativer Politiker, MdL (Königreich Sachsen)
- Däweritz, Karl (* 1935), deutscher Fotograf, Bergsteiger und Autor
- Dawes, Andrew (1940–2022), kanadischer Geiger und Musikpädagoge
- Dawes, Beman Gates (1870–1953), US-amerikanischer Politiker
- Däwes, Birgit, deutsche Amerikanistin
- Dawes, Caro (1866–1957), US-amerikanische Second Lady
- Dawes, Charles G. (1865–1951), US-amerikanischer Politiker, Vizepräsident der USACharles G. Dawes (1865–1951)

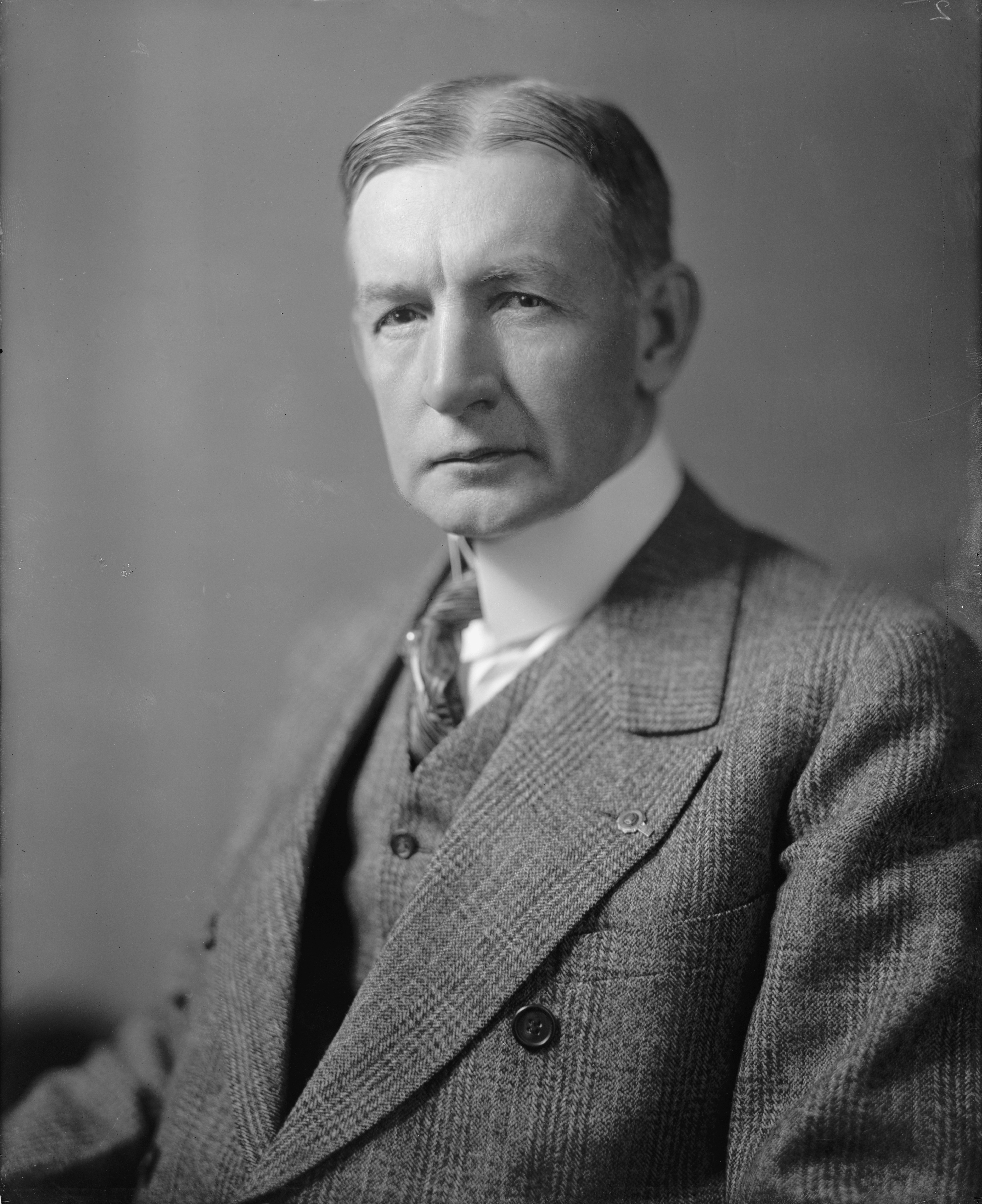
Charles G. Dawes (1865–1951)

- Dawes, Dominique (* 1976), US-amerikanische Kunstturnerin
- Dawes, Edwin Alfred (1925–2023), schottischer Biochemiker und Zauberhistoriker
- Dawes, Eva (1912–2009), kanadische Leichtathletin
- Dawes, Geoffrey S. (1918–1996), englischer Physiologe
- Dawes, Henry L. (1816–1903), US-amerikanischer Politiker
- Dawes, James W. (1844–1918), US-amerikanischer Politiker
- Dawes, John (1940–2021), walisischer Rugbyspieler
- Dawes, Kwame (* 1962), jamaikanischer Schriftsteller, Literaturkritiker, Hochschullehrer und Herausgeber in den USA
- Dawes, Nigel (* 1985), kanadisch-kasachischer Eishockeyspieler
- Dawes, Peter (1928–2022), britischer Theologe; Bischof von Derby
- Dawes, Robyn (1936–2010), US-amerikanischer Psychologe
- Dawes, Rufus R. (1838–1899), US-amerikanischer Politiker
- Dawes, Thomas (1731–1809), US-amerikanischer Militär, Architekt und Politiker
- Dawes, William (1745–1799), Patriot im Amerikanischen Unabhängigkeitskrieg
- Dawes, William (1762–1836), britischer Marineoffizier und Gouverneur von Sierra Leone und den Seychellen
- Dawes, William Rutter (1799–1868), englischer Astronom
- Dawesar, Abha (* 1974), indische Autorin
- Daweye, Moussa (* 1958), nigrischer Mittelstreckenläufer

### Dawg
- Dawgul, Jelena Gennadjewna (* 1983), russische Biathletin

### Dawi
- Dawi Pareshan, Abdul Hadi (1894–1982), afghanischer Politiker und Dichter
- Dawid, Angel Bat (* 1980), amerikanische Jazzmusikerin (Klarinette, Gesang, Komposition)
- Dawid, Herbert (* 1969), österreichischer Wirtschaftswissenschaftler
- Dawid, Igor (1935–2024), in der heutigen Westukraine geborener Chemiker und Biochemiker
- Dawideit, Erich (1909–1945), deutsches KPD-Mitglied, Widerstandskämpfer und Partisan
- Dawidenko, Alexander Alexandrowitsch (1899–1934), russischer Komponist
- Dawidenko, Wassili Alexandrowitsch (* 1970), sowjetischer und russischer Cyclocross- und Straßenradrennfahrer
- Dawidenkow, Sergei Nikolajewitsch (1880–1961), sowjetischer Neurogenetiker
- Dawidenkowa, Jewgenija Fjodorowna (1902–1996), sowjetisch-russische Neurologin, Genetikerin und Hochschullehrerin
- Dawidiuk, Aurel (* 2000), deutscher Pianist, Organist und Dirigent
- Dawidjan, Dawid Rudikowitsch (* 1997), russischer Fußballspieler
- Dawidjan, Nelson (1950–2016), sowjetischer Ringer
- Dawidow, August Juljewitsch (1823–1885), russischer Mathematiker
- Dawidow, Karl Juljewitsch (1838–1889), russischer Komponist, Dirigent, Cellist und MusikpädagogeKarl Juljewitsch Dawidow (1838–1889)

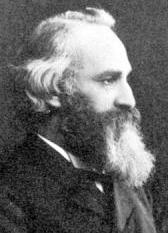
Karl Juljewitsch Dawidow (1838–1889)

- Dawidowa, Walentyna (* 1987), ukrainische Beachvolleyballspielerin
- Dawidowicz, Anton (1910–1993), österreichischer Musikpädagoge, Kapellmeister und Komponist
- Dawidowicz, Lucy (1915–1990), US-amerikanische Historikerin
- Dawidowicz, Paweł (* 1995), polnischer Fußballspieler
- Dawidowicz, Ryszard (* 1960), polnischer Radrennfahrer
- Dawidowitsch, Arkadi (1930–2021), sowjetischer bzw. russischer Schriftsteller
- Dawidowitsch, Dsmitryj (* 1987), belarussischer Tischtennisspieler
- Dawidowitsch, Jelena Abramowna (1922–2013), sowjetisch-russische Archäologin und Numismatikerin
- Dawidowski, Christian (* 1971), deutscher Germanist, Literaturwissenschaftler und Literaturdidaktiker
- Dawidowski, Lukas (* 1983), deutscher Basketballspieler
- Dawin (* 1990), US-amerikanischer EDM-Musiker
- Dawin, Michael (* 1942), deutscher Jurist, Richter am Bundesverwaltungsgericht
- Dawirs, Ralph (* 1954), deutscher Hochschullehrer, Hirnforscher und Sachbuchautor
- Dawisha, Karen (1949–2018), US-amerikanische Politikwissenschaftlerin und Autorin
- Dawison, Bogumil (1818–1872), polnisch-deutscher Schauspieler
- Dawison, Max (1869–1953), deutscher Opernsänger (Bass (Stimmlage), Bariton, Tenor)
- Dawit IV. der Erbauer (1073–1125), georgischer KönigDawit IV. der Erbauer (1073–1125)

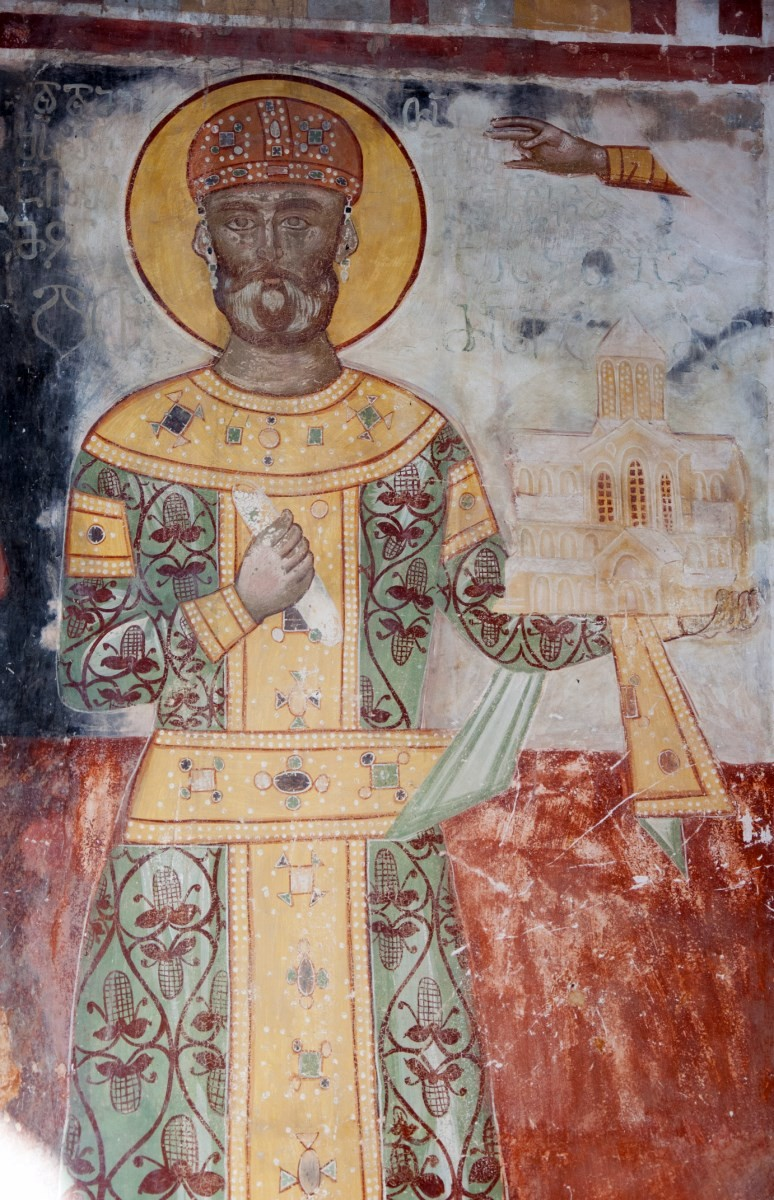
Dawit IV. der Erbauer (1073–1125)

- Dawit, Adiam (* 2002), eritreische Radrennfahrerin
- Dawitaschwili, Meri (1924–2014), sowjetische bzw. georgische Komponistin
- Dawitaschwili, Micheil (* 1991), georgischer Eishockeyspieler
- Dawitaschwili, Suriko (* 2001), georgischer Fußballspieler
- Dawitian, Arben (1895–1944), armenisch-russischer Revolutionär, Trotzkist und Résistancekämpfer

### Dawk
- Dawkins James C., US-amerikanischer Offizier, Generalleutnant der US Air Force
- Dawkins, Angelo (* 1990), amerikanischer Wrestler
- Dawkins, Brian (* 1973), US-amerikanischer Footballspieler auf der Position des Free SafetyBrian Dawkins (* 1973)

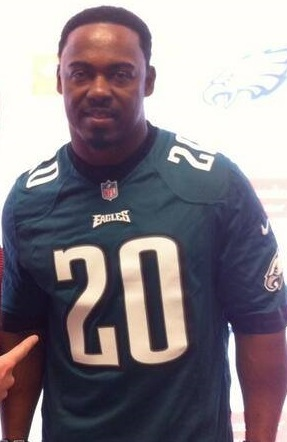
Brian Dawkins (* 1973)

- Dawkins, Charles Tyrwhitt (1858–1919), britischer Generalmajor
- Dawkins, Clinton Edward (1859–1905), britischer Politiker
- Dawkins, Curtis, US-amerikanischer Autor
- Dawkins, Darryl (1957–2015), US-amerikanischer Basketballspieler
- Dawkins, Dion (* 1994), US-amerikanischer American-Football-Spieler
- Dawkins, Edward (* 1989), neuseeländischer Bahnradsportler
- Dawkins, Ernest (* 1953), US-amerikanischer Jazzmusiker
- Dawkins, James (1722–1757), britischer Altertumsforscher, Sympathisant der Jakobiten und Unterhausabgeordneter
- Dawkins, James (1760–1843), britischer Unterhausabgeordneter
- Dawkins, James Baird (1820–1883), US-amerikanischer Jurist und konföderierter Politiker
- Dawkins, Jimmy (1936–2013), US-amerikanischer Blues-Gitarrist
- Dawkins, John (* 1947), australischer Politiker
- Dawkins, John (* 1954), australischer Politiker (Liberal Party), Präsident des South Australian Legislative Council
- Dawkins, Peter (* 1946), britischer Autor, Lehrer, Berater und Leiter von Workshops und weltweiter Pilgerreisen
- Dawkins, Richard (* 1941), englischer Zoologe, Ethologe und EvolutionsbiologeRichard Dawkins (* 1941)

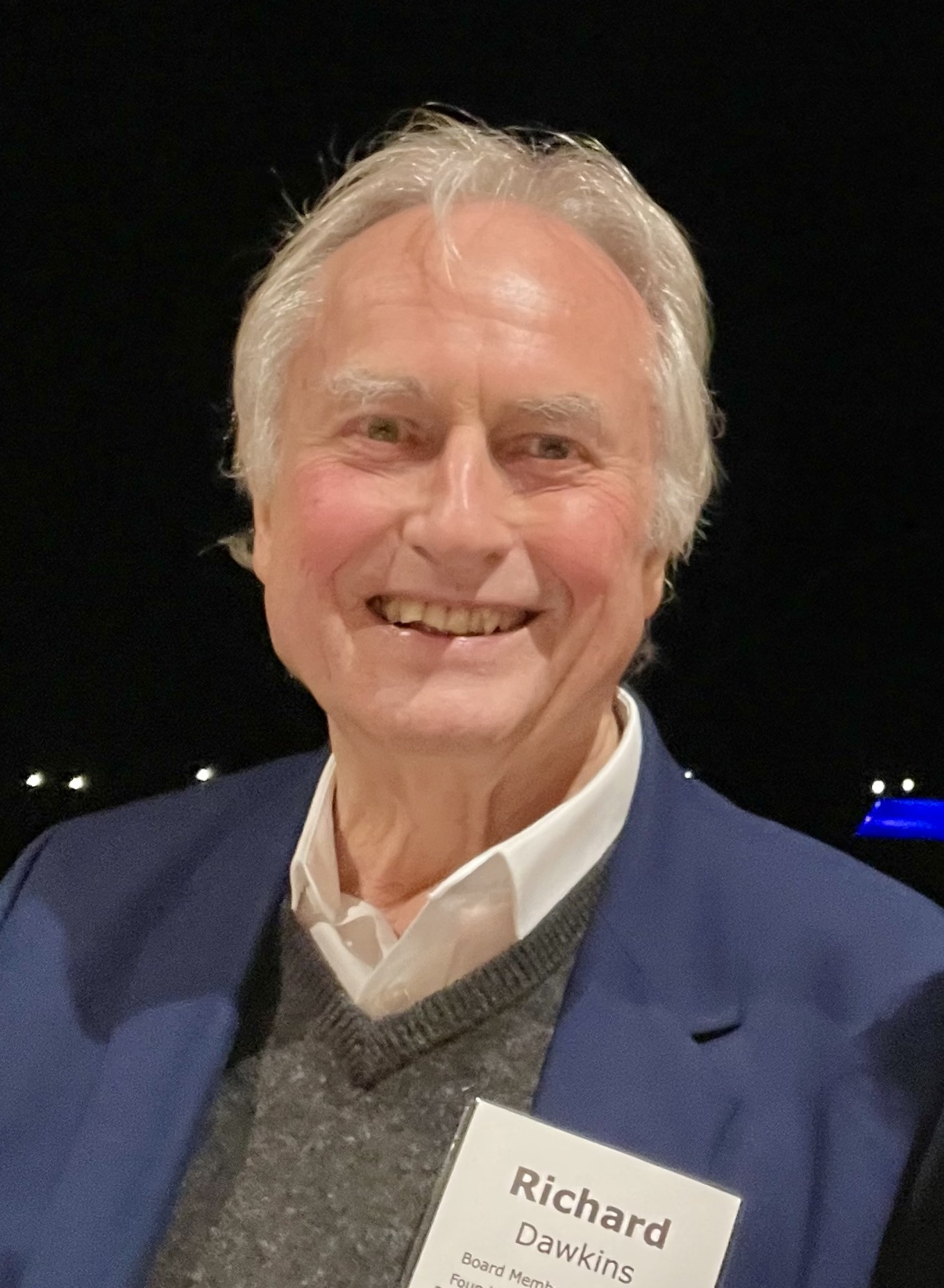
Richard Dawkins (* 1941)

- Dawkins, Richard MacGillivray (1870–1955), britischer Byzantinist und Neogräzist
- Dawkins, Simon (* 1987), walisischer Fußballspieler
- Dawkins, William Boyd (1837–1929), britischer Geologe und Paläontologe

### Dawl
- Dawlatowa, Manischa (* 1982), tadschikische Sängerin
- Dawlatzai, Izatullah (* 1991), deutsch-afghanischer Cricketspieler
- Dawletowa, Alina Ilgisarowna (* 1998), russische Badmintonspielerin
- Dawletschin, Rustem Marselewitsch (* 1988), russischer Crosslauf-Sommerbiathlet
- Dawletschina, Chadija (1905–1954), sowjetische und baschkirische Schriftstellerin
- Dawley, James Searle (1877–1949), US-amerikanischer Filmregisseur und Drehbuchautor
- Dawley, Jessica (* 1983), US-amerikanische Pokerspielerin

### Dawn
- Dawn, Amber (* 1974), kanadische Schriftstellerin, Filmschaffende, Performancekünstlerin und queer-feministische Aktivistin
- Dawn, Dolly (1916–2002), US-amerikanische Sängerin der Swingära
- Dawn, Elizabeth (1939–2017), britische Schauspielerin
- Dawn, Heather, US-amerikanische Yogalehrerin und Schauspielerin
- Dawn, Isla (* 1994), schottische Wrestlerin
- Dawn, Jeff, US-amerikanischer Maskenbildner
- Dawn, Lex van (* 1988), deutscher Komponist und Musikproduzent
- Dawn, Marpessa (1934–2008), US-amerikanische Schauspielerin
- Dawn, Nataly (* 1986), US-amerikanische Musikerin und Singer-Songwriterin
- Dawn, Saidur Rahman (* 1963), bengalischer Leichtathlet
- Dawn-Claude, René (* 1983), deutscher Synchronsprecher, Dialogregisseur und Schauspieler
- Dawnay, Peter (1904–1989), britischer Admiral

### Dawo
- Dawo, Alfons (1895–1968), saarländischer Politiker (CDU)
- Dawo, Sofie (1926–2010), deutsche Bildende Künstlerin und Kunstpädagogin
- Dawod, Saleh al- (* 1968), saudi-arabischer Fußballspieler
- Dawood, Abdul Samad (* 1983), pakistanischer Unternehmer
- Dawood, Hussain (* 1943), pakistanischer IndustriellerHussain Dawood (* 1943)

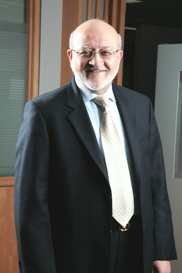
Hussain Dawood (* 1943)

- Dawood, Sabrina, pakistanische Philanthropin
- Dawood, Seth Ahmed (1905–2002), pakistanischer Industrieller
- Dawood, Shahzada (1975–2023), pakistanisch-britisch-maltesischer Geschäftsmann, Investor und Philanthrop
- Dawood, Youssef (1933–2012), ägyptischer Schauspieler und Synchronsprecher

### Daws
- Daws, Cindy (* 1975), US-amerikanische Fußballspielerin
- Daws, Nico (* 2000), deutsch-kanadischer Eishockeytorwart
- Dawsari, Abdulaziz al- (* 1988), saudi-arabischer Fußballspieler
- Dawsari, Khalifah al- (* 1999), saudi-arabischer Fußballspieler
- Dawsari, Nasser al- (* 1998), saudi-arabischer Fußballspieler
- Dawsari, Salem Al- (* 1991), saudi-arabischer FußballspielerSalem al-Dawsari (* 1991)

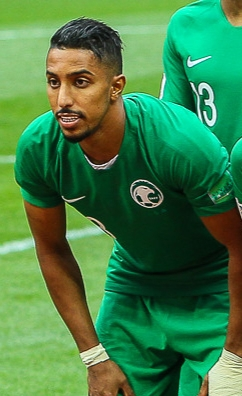
Salem al-Dawsari (* 1991)

- Dawson, Alan (1929–1996), US-amerikanischer Jazz-Schlagzeuger
- Dawson, Albert F. (1872–1949), US-amerikanischer Politiker
- Dawson, Alex (1940–2020), schottischer Fußballspieler
- Dawson, Andy (* 1978), englischer Fußballspieler und -trainer
- Dawson, Angus (* 2000), australischer Ruderer
- Dawson, Anthony (1916–1992), schottischer Schauspieler
- Dawson, Archibald (1892–1938), schottischer Bildhauer und Kunstpädagoge
- Dawson, Beatrice (1908–1976), britische Kostümbildnerin
- Dawson, Bernhard Hildebrandt (1890–1960), argentinischer Astronom
- Dawson, Bertrand, 1. Viscount Dawson of Penn (1864–1945), britischer Mediziner
- Dawson, Casey (* 2000), US-amerikanischer Eisschnellläufer
- Dawson, Chad (* 1982), US-amerikanischer Boxer
- Dawson, Charles (1864–1916), britischer Altertumsforscher, Amateur-Archäologe und -Geologe
- Dawson, Charles I. (1881–1969), US-amerikanischer Jurist und Politiker
- Dawson, Charles M. (1893–1973), US-amerikanischer Politiker
- Dawson, Christopher (1889–1970), britischer Historiker
- Dawson, Colin T. (* 1960), britischer Jazzmusiker (Trompete, Gesang)
- Dawson, Craig (* 1990), englischer Fußballspieler
- Dawson, Dana (1974–2010), US-amerikanische Sängerin und Schauspielerin
- Dawson, David (* 1972), britischer Choreograf
- Dawson, David (* 1982), britischer SchauspielerDavid Dawson (* 1982)
- Dawson, Dean (* 1977), deutscher Rapper

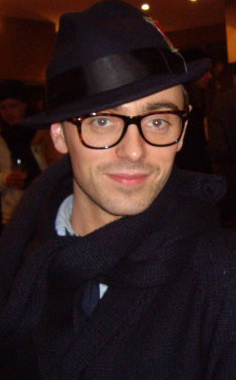
David Dawson (* 1982)

- Dawson, Dermontti (* 1965), US-amerikanischer American-Football-Spieler
- Dawson, Devin (* 1989), US-amerikanischer Countrysänger
- Dawson, Donald A. (* 1937), kanadischer Mathematiker
- Dawson, Erica (* 1994), neuseeländische Regattaseglerin
- Dawson, George Mercer (1849–1901), kanadischer Geograph, Geodät und Paläontologe
- Dawson, Glen (1906–1968), US-amerikanischer Hindernisläufer
- Dawson, Jacob (* 1993), britischer Ruderer
- Dawson, Jaimie (* 1969), kanadischer Badmintonspieler
- Dawson, Jeremy, US-amerikanischer Filmproduzent und Visuelleffektdesigner
- Dawson, Jerry (1909–1977), schottischer Fußballtorwart
- Dawson, Jill (* 1962), britische Schriftstellerin
- Dawson, Jimmy (1927–2005), schottischer Fußballspieler
- Dawson, Joe (1889–1946), US-amerikanischer Rennfahrer
- Dawson, Joey (* 2003), englischer Fußballspieler
- Dawson, John, christlich-fundamentalistischer Prediger
- Dawson, John (1762–1814), US-amerikanischer Politiker
- Dawson, John (* 1944), US-amerikanischer mathematischer Logiker und Mathematikhistoriker
- Dawson, John (1945–2009), US-amerikanischer Musiker, Sänger und Gitarrist
- Dawson, John Bennett (1798–1845), US-amerikanischer Politiker
- Dawson, John Littleton (1813–1870), US-amerikanischer Jurist und Politiker
- Dawson, John M. (1930–2001), US-amerikanischer Physiker
- Dawson, John W. (1820–1877), US-amerikanischer Rechtsanwalt, Farmer, Zeitungsredakteur und Politiker
- Dawson, John William (1820–1899), kanadischer Geologe und Paläontologe
- Dawson, Julian (* 1954), britischer Musiker und SongwriterJulian Dawson (* 1954)

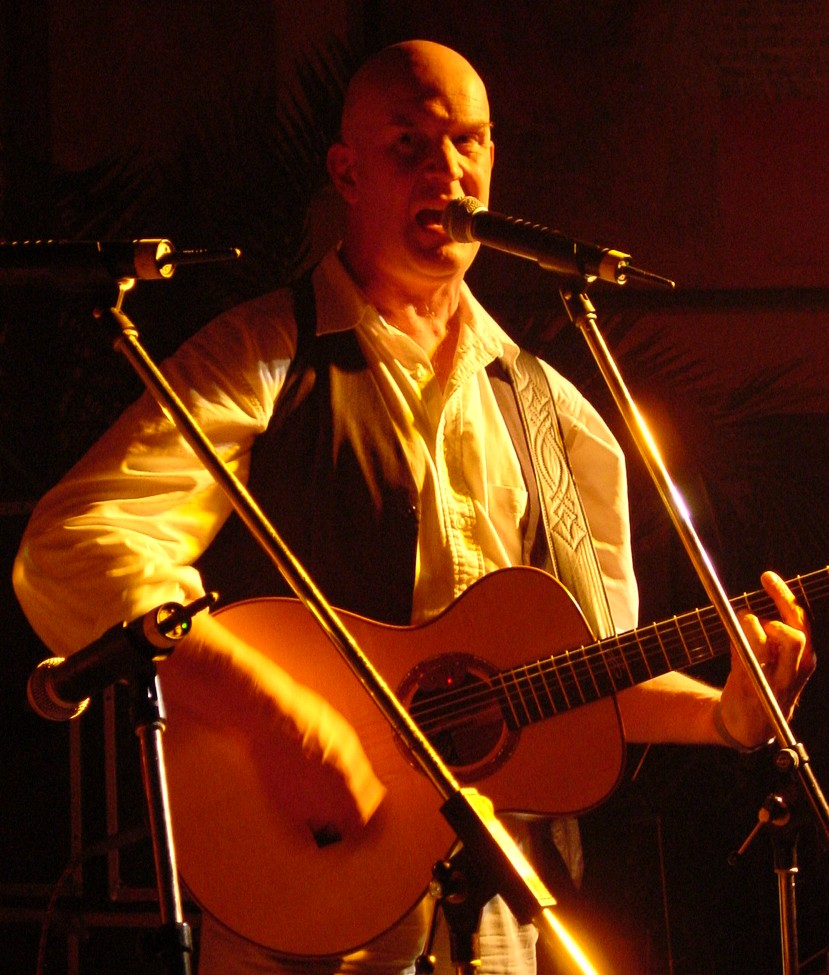
Julian Dawson (* 1954)

- Dawson, Kathleen (* 1997), britische Schwimmerin
- Dawson, Katrina (1976–2014), australische Rechtsanwältin (Barrister)
- Dawson, Kevin (* 1992), uruguayischer Fußballspieler
- Dawson, Kimya (* 1972), US-amerikanische Sängerin
- Dawson, Layla (1949–2015), britische Architektin und Architekturkritikerin
- Dawson, Len (1935–2022), US-amerikanischer American-Football-Spieler
- Dawson, Lynne (* 1956), englische Opernsängerin (Sopran)
- Dawson, Margaret Damer (1873–1920), englisch-britische Tierschützerin, Antivivisektionistin, Philanthropin und Polizistin
- Dawson, Mark (* 1973), britischer Jurist und Thrillerautor
- Dawson, Mary Elizabeth (1833–1924), neuseeländische Landwirtin, Krankenschwester und naturverbundene Frau
- Dawson, Mary R. (1931–2020), US-amerikanische Wirbeltier-Paläontologin
- Dawson, Matthew (* 1994), australischer Hockeyspieler
- Dawson, Merlyn (* 1960), belizischer Radrennfahrer
- Dawson, Michael (* 1958), britischer Spezialeffektkünstler
- Dawson, Michael (* 1983), englischer Fußballspieler
- Dawson, Neil (* 1948), neuseeländischer Bildhauer
- Dawson, Peter (1882–1961), australischer Bassbariton
- Dawson, Peter (* 1982), australischer Radrennfahrer
- Dawson, Phil (* 1975), US-amerikanischer American-Football-Spieler
- Dawson, Philip E., US-amerikanischer Chemiker
- Dawson, Ralph (1897–1962), US-amerikanischer Filmeditor
- Dawson, Richard (1932–2012), britischer Schauspieler und Fernsehmoderator
- Dawson, Ronnie (1939–2003), amerikanischer Sänger
- Dawson, Rosario (* 1979), US-amerikanische SchauspielerinRosario Dawson (* 1979)

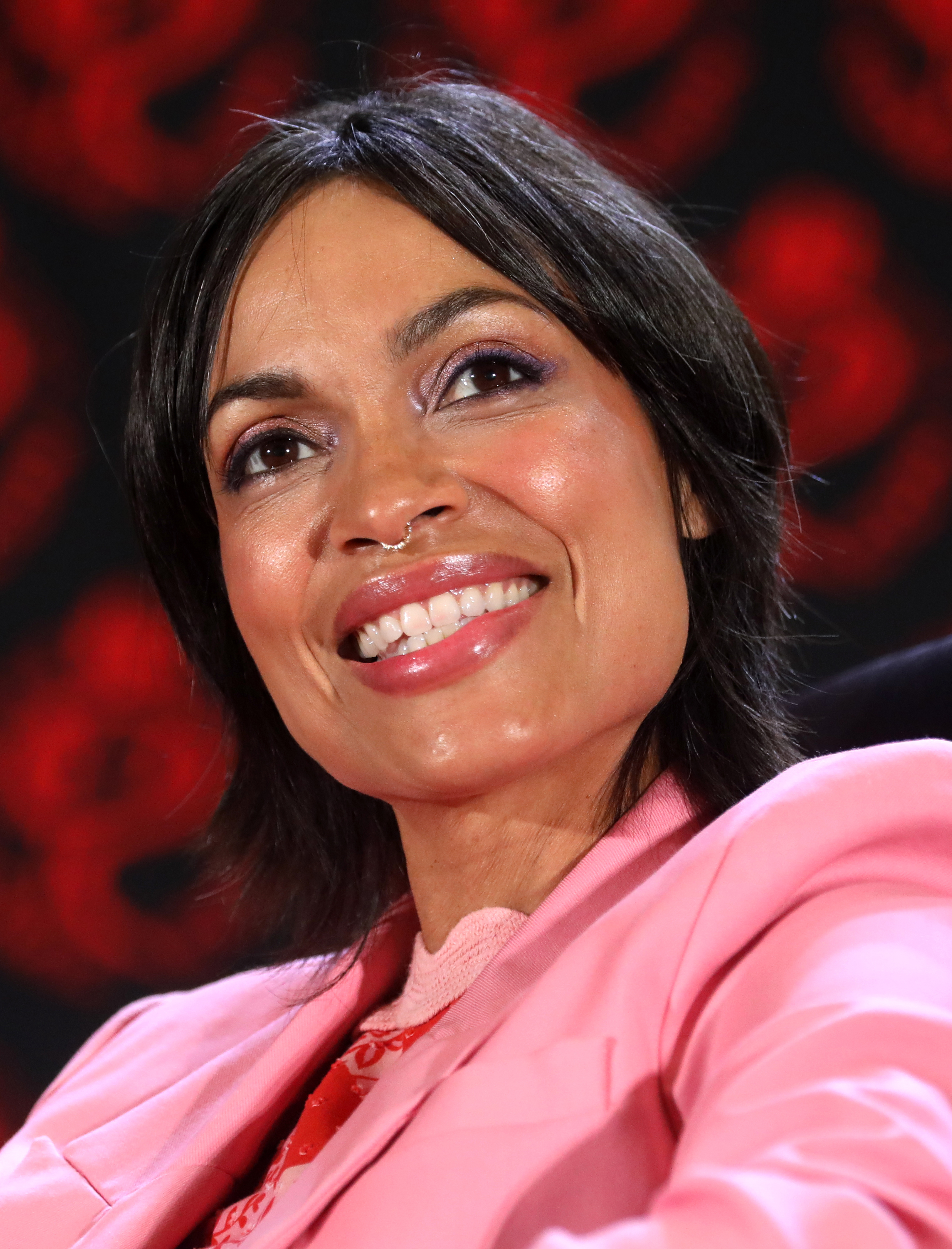
Rosario Dawson (* 1979)

- Dawson, Roxann (* 1958), US-amerikanische Schauspielerin
- Dawson, Sally (* 1955), US-amerikanische Physikerin
- Dawson, Shane (* 1988), US-amerikanischer Komiker und Schauspieler
- Dawson, Stef (* 1983), australische Schauspielerin
- Dawson, Thomas Cleland (1865–1912), US-amerikanischer Jurist und Diplomat
- Dawson, Thomas Rayner (1889–1951), britischer Schachkomponist, Mathematiker und Vizepräsident des britischen Instituts der Kautschukindustrie
- Dawson, Toby (* 1979), US-amerikanischer Freestyle-Skisportler
- Dawson, Tony (* 1967), US-amerikanischer Basketballspieler
- Dawson, Tracy (* 1973), kanadische Schauspielerin
- Dawson, William (1848–1929), US-amerikanischer Politiker
- Dawson, William A. (1903–1981), US-amerikanischer Politiker
- Dawson, William Crosby (1798–1856), US-amerikanischer Politiker der United States Whig Party
- Dawson, William Johnston, US-amerikanischer Politiker
- Dawson, William L. (1886–1970), US-amerikanischer Politiker
- Dawson, William L. (1899–1990), US-amerikanischer Komponist, Chordirigent und Musikpädagoge
- Dawson, William M. O. (1853–1916), US-amerikanischer Politiker

### Dawt
- Dawtjan, Artur (* 1992), armenischer Turner
- Dawtjan, Geworg (* 1983), armenischer Gewichtheber
- Dawtjan, Howhannes (* 1983), armenischer Judoka
- Dawtjan, Marina (* 2000), armenische Tennisspielerin
- Dawtjan, Oganes (1911–1990), armenisch-sowjetischer Physikochemiker und Brennstoffzellenforscher
- Dawtjan, Romen (1937–2020), armenischer Komponist und Hochschullehrer
- Dawtjan, Wahagn (1922–1996), armenischer Dichter und Übersetzer

### Dawu
- Dawud ibn Mahmud († 1143), Seldschuken-Fürst in Aserbaidschan
- Dawud, Talib (1923–1999), US-amerikanischer Jazztrompeter
- Dawudi, Parwiz (1952–2024), iranischer Politiker und Erster Vize-Präsident des Iran
- Dawut, Rahilä (* 1966), chinesische Ethnologin und Expertin für uigurische Folklore
- Dawuth Dinkhet (* 1983), thailändischer Fußballspieler

### Daww
- Dawwās ibn Ṣaulāt al-Lahīṣī, Häuptling vom Stamm der Lahisa und fatimidischer Gouverneur der Stadt Tahert

### Dawy
- Dawyd Igorewitsch († 1112), Fürst von Tmutarakan, Dorogobusch, Wolhynien und Busk
- Dawydenko, Filipp Eduardowitsch (* 1992), russischer Tennisspieler
- Dawydenko, Nikolai Wladimirowitsch (* 1981), russischer TennisspielerNikolai Wladimirowitsch Dawydenko (* 1981)

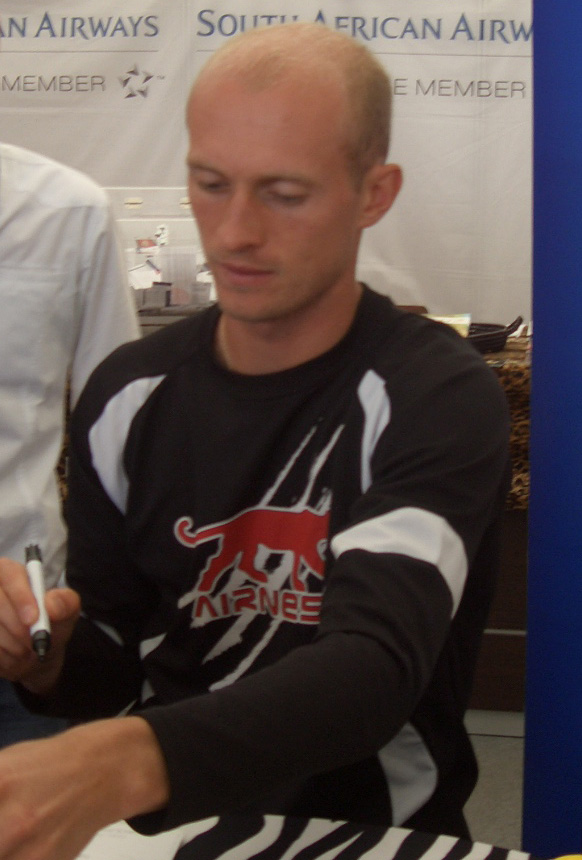
Nikolai Wladimirowitsch Dawydenko (* 1981)

- Dawydow, Alexander Sergejewitsch (1912–1993), ukrainischer Physiker
- Dawydow, Alexei Pawlowitsch (1826–1904), russischer Marineoffizier und Erfinder
- Dawydow, Boris Wladimirowitsch (1883–1925), russischer bzw. sowjetischer Hydrograph und Polarforscher
- Dawydow, Denis Alexejewitsch (* 1995), russischer Fußballspieler
- Dawydow, Denis Wassiljewitsch (1784–1839), russischer Kriegsschriftsteller und Dichter
- Dawydow, Ilja Walerjewitsch (* 1989), russischer Eishockeyspieler
- Dawydow, Jewgeni Witaljewitsch (* 1967), russischer Eishockeyspieler
- Dawydow, Oleg Anatoljewitsch (* 1971), russischer Eishockeyspieler
- Dawydow, Sergei Dmitrijewitsch (* 1979), russischer und belarussischer Eiskunstläufer
- Dawydow, Stepan Iwanowitsch (1777–1825), russischer Komponist
- Dawydow, Wadim Alexandrowitsch (* 1966), russischer Autor von Romanen und Publizist
- Dawydow, Witali Semjonowitsch (* 1939), russischer Eishockeyspieler (Verteidiger)
- Dawydow, Wjatscheslaw Pawlowitsch (* 1950), russischer Künstler
- Dawydow, Zosimus (1963–2010), russischer Geistlicher, Bischof von Jakutsk und Lensk
- Dawydowa, Anastassija Semjonowna (* 1983), russische Synchronschwimmerin
- Dawydowa, Darja Grigorjewna (* 1991), russische Judoka
- Dawydowa, Irina Andrejewna (* 1988), russische Leichtathletin
- Dawydowa, Jelena Wiktorowna (* 1961), sowjetische Kunstturnerin
- Dawydowa, Lidija Anatoljewna (1932–2011), sowjetische bzw. russische Sopranistin und Kammersängerin
- Dawydowa, Marina Jurjewna (* 1966), russische Theaterwissenschaftlerin, Theaterkritikerin und KulturmanagerinMarina Jurjewna Dawydowa (* 1966)

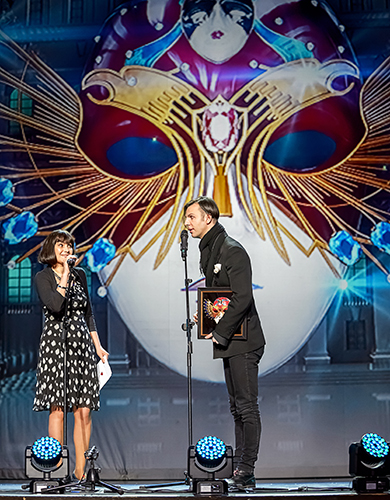
Marina Jurjewna Dawydowa (* 1966)

- Dawydowa, Natalija (* 1985), ukrainische Gewichtheberin
- Dawydowa, Wassilissa Andrejewna (* 1986), russische Tennisspielerin
- Dawydowa, Wera Alexandrowna (1906–1993), sowjetische bzw. georgische Mezzosopranistin und Hochschullehrerin
- Dawydzik, Dawid (* 1994), polnischer Handballspieler